# Elliptera jacoti
Elliptera jacoti là một loài ruồi trong họ Limoniidae. Chúng phân bố ở miền Cổ bắc.